# Cratere Moiseev
Moiseev è un cratere lunare di 61,56 km situato nella parte nord-occidentale della faccia nascosta della Luna.